# Răzvan Lucescu
Răzvan Lucescu (Boekarest, 17 februari 1969) is een Roemeens voetbaltrainer en voormalig profvoetballer. Hij is de zoon van Mircea Lucescu.

## Erelijst
Als speler
| Competitie      |                 |                 |                 |                 |
| Competitie      | Aantal          | Jaren           |                 |                 |
| Rapid Boekarest | Rapid Boekarest | Rapid Boekarest | Rapid Boekarest | Rapid Boekarest |
| --------------- | --------------- | --------------- | --------------- | --------------- |
| Nationaal       |                 |                 |                 |                 |
| Divizia A       | 1x              | 2002/03         |                 |                 |

Als trainer
| Competitie            |                 |                  |                 |                 |
| Competitie            | Aantal          | Jaren            |                 |                 |
| Rapid Boekarest       | Rapid Boekarest | Rapid Boekarest  | Rapid Boekarest | Rapid Boekarest |
| --------------------- | --------------- | ---------------- | --------------- | --------------- |
| Nationaal             |                 |                  |                 |                 |
| Cupa României         | 2x              | 2005/06, 2006/07 |                 |                 |
| FC Brașov             |                 |                  |                 |                 |
| Liga II               | 1x              | 2007/08          |                 |                 |
| El Jaish              |                 |                  |                 |                 |
| Qatari Stars Cup      | 1x              | 2012/13          |                 |                 |
| PAOK                  |                 |                  |                 |                 |
| Super League          | 2x              | 2018/19, 2023/24 |                 |                 |
| Beker van Griekenland | 2x              | 2017/18, 2018/19 |                 |                 |
| Al-Hilal              |                 |                  |                 |                 |
| Saudi Premier League  | 1x              | 2019/20          |                 |                 |
| Internationaal        |                 |                  |                 |                 |
| AFC Champions League  | 1x              | 2019             |                 |                 |

### Individueel
| Prijs                                   | Aantal | Jaren            |
| --------------------------------------- | ------ | ---------------- |
| Roemeens Trainer van het jaar           | 1x     | 2018             |
| Superleague Grieks Trainer van het jaar | 2x     | 2018/19, 2023/24 |